# Senijextee
Senijextee (Lake, Sinixt. Možda su identični s Lahanna kod Lewisa i Clarka), pleme Salishan Indijanaca s obje obale Columbije, od Kettle Fallsa do kanadske granice, te dolina Kettle Rivera, i Arrow Lakesa u Britanskoj Kolumbiji.  Pleme je u vrijeme Lewisa i Clarka (1805.) nazivano Lahanna. Godine 1820. otvorena je trgovačka postaja kompanije Hudson Bay, ali su ostali neuznemirivani sve do pokrštavanja 1846. koje provodi jezuitski Otac Adrian Hoecken,  koji je utemeljio ljetnu misiju St. Paul at the Falls godine 1870.
Pleme je opisano kao lovci i ribari koji trguju svojim krznima, dobro obučenima i uhranjenim, miroljubivim, prijateljski raspoloženim, i kršćanima po vjeri. Iste ih je godine bilo 239. Za dvije godine (1872.) uz još nekoliko plemena sakupili su se na rezervatu Colville. Danas ovdje žive u konfederaciji s ostalim plemenima pa se više ne popisuju posebno.
Senijextee su najsrodniji plemenu Sanpoil. 

## Vanjske poveznice
- Sinixt Nation  Arhivirana inačica izvorne stranice od 9. rujna 2021. (Wayback Machine)